# 克勞福德縣 (俄亥俄州)
克勞福德縣（英語：Crawford County）是美國俄亥俄州北部的一個縣。面積1,043平方公里。根據美國2000年人口普查，共有人口46,966。縣治比塞洛斯 (Bucyrus) 。
成立於1800年3月12日，縣名紀念法國-印第安戰爭和美國獨立戰爭時期軍人威廉·克勞福德。另一說是紀念在詹姆斯·麥迪遜和安德魯·傑克遜時期分別擔任戰爭部長和財政部長的威廉·哈里斯·克勞福德。